# Релігія в доісламській Аравії
Релігія доісламської Аравії включала місцевий арабський політеїзм, стародавні семітські релігії, християнство, юдаїзм, мандеїзм і зороастризм.
Арабський політеїзм, панівна форма релігії в доісламській Аравії, ґрунтувався на шануванні божеств і духів. У місцевих святилищах і храмах, таких як Кааба в Мецці, поклонялися різним богам і богиням, зокрема Хубалу та богиням ал-Лат, аль-Узза та Манат. Божества вшановували і закликали через різноманітні ритуали, включаючи паломництва та ворожіння, а також ритуальні жертвопринесення. Були запропоновані різні теорії щодо ролі Аллаха в мекканській релігії. Багато фізичних описів доісламських богів пов'язані з ідолами, особливо біля Кааби, де, як кажуть, містилося до 360 богів.
Інші релігії були представлені різною, меншою мірою. Вплив суміжних римської та аксумської цивілізацій призвів до появи християнських громад на північному заході, північному сході та півдні Аравії. Християнство мало менший вплив на решту півострова, але забезпечило певне навернення. За винятком несторіанства на північному сході та в Перській затоці, панівною формою християнства було міафізитство. Півострів був місцем для міграції євреїв ще з римських часів, що призвело до появи єврейської діаспори, доповненої місцевими новонаверненими. Крім того, вплив Сасанідської імперії призвів до того, що на півострові були присутні іранські релігії. Зороастризм існував на сході та півдні, тоді як є докази того, що в Мецці, можливо, практикували маніхейство або маздакізм.

## Міфічні уявлення
Міфічні уявлення арабів не склалися в єдину систему. Розвинутішою була міфологія в землеробів оаз, в державах таких як Ліх'ян, Кедар та інші, менш розвинутою вона була в кочових чи напівкочових племен пустелі. На півночі арабські племена вступали в контакти з осілими народами Сирії і Палестини, переймали арамейську як мову писемності. Це призводило до синтезу культур і зокрема міфів. Взагалі, давньоарабська міфологія була конгломератом відносно самостійних, але переплетених між собою систем.
До складу пантеону входили і по-різному групувалися як загальні, так і локальні божества. Один і той самий бог у міфах різних спільнот міг відігравати різну роль, набувати нових рис та змінювати ім'я. І, навпаки, однаковими ж функціями та зовнішністю могли наділятися боги із зовсім різними іменами. При переселенні в певну місцевість часто запозичувалося божество цієї місцевості. Характерним явищем було злиття кількох богів унаслідок переселення чи об'єднання племен.
Примітною рисою давньоарабської міфології було те, що ім'я верховного божества часто табуювалося і замінювалося прізвиськом, яке з часом могло стати його власним ім'ям. Іноді заборонене ім'я замінювали на ім'я іншого бога, наприклад, бога одного з об'єднаних племен. Існування табуйованих імен сприяло як злиттю богів, перетворенню їх в іпостасі одного, так і еволюції іпостасі в окреме божество. Це було тим ймовірніше, що різні міфологічні системи давніх арабів були схожі між собою і мали спільних божеств.
Важливу роль відігравало вшанування Місяця, особливо в кочівників, та Венери. Сонце в пустельній Аравії мало риси грізного та нищівного божества. Ці боги не зберегли своїх початкових імен, тож виявити їх у пантеонах важко. Шанувалися також втілення різних природних явищ — дощу, грому тощо. Існували також божества родючості та рослинності, скотарства тощо. Але вони не відігравали великої ролі в пантеоні, оскільки їх функції дублювалися, зазвичай, верховним божеством, яким був повсюди бог-предок даного народу, покровитель і владика країни, бог неба, творець світу і людей і, зазвичай, постачальник дощу.
У пізній період, ймовірно, внаслідок злиття місцевих верховних богів з'явилося спільне для центральної та північної Аравії божество — Аллах, деміург і батько богів. Це було проявом тенденції об'єднання місцевих богів у єдиний пантеон. Дружиною Аллаха і матір'ю богів у арабів Сирійської пустелі вважалася Аллат. Але в центральній Аравії вона, Манат та Узза шанувалися як дочки Аллаха. Одночасно в південній Аравії вважали, що Узза — мати Аллат і Манат.
У Мецці були зібрані ідоли 360 божеств різних племен, а це, зазвичай, свідчить про початок виникнення єдиного пантеону. Але говорити про те, який характер мало це міфологічне переосмислення, не можна. Богам відводилася священна територія, де був «бетель» («дім бога»), який вважався одночасно і житлом і втіленням божества. Бетелєм, зазвичай, був грубо оброблений камінь пірамідальної чи конічної форми, скеля, дерево. Іноді навколо бетеля чи ідола споруджували будівлю кубічної форми — каабу (арабською — куб). Пережитки цих звичаїв у переосмисленій формі збереглися в ісламі — шанування священних міст Мекки і Медіни, меканська Кааба.
Світ богів і світ духів розрізнялися. Шанувалися дерева, джерела, колодязі, окремі камені як самостійні духи чи як іпостасі місцевих божеств. Існували також домашні боги, а іноді й грубі статуетки — ідоли головних божеств, наприклад, Манат.